# Rutilio di Lorenzo Manetti

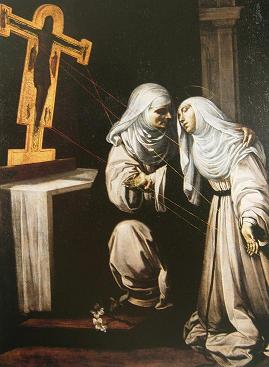
Rutilio di Lorenzo Manetti, Stygmatyzacja świętej Katarzyny z Sieny.

Rutilio di Lorenzo Manetti (ur. ok. 1571, zm. 1639) – włoski malarz tworzący w stylu wczesnego baroku, aktywny głównie w Sienie.

## Życiorys
Prawdopodobnie był uczniem miejscowych artystów, Francesco Vanniego i Ventury Salimbeni. Jego styl ewoluował od późnego manieryzmu do barokowego tenebryzmu naśladującego dzieła Caravaggia.